# 硫代氨基甲酸酯
硫代氨基甲酸酯（英語： 或 ）是一类含氮有机硫化合物，是氨基甲酸酯的一个氧被硫替代的产物，根据酯键的成键方式分为两类：O-成键的硫代氨基甲酸酯（ROC(=S)NR
2，属于氧酯）和 S-成键的硫代氨基甲酸酯（RSC(=O)NR
2，属于硫酯），这一类化合物常用作除草剂，也有医药用途。

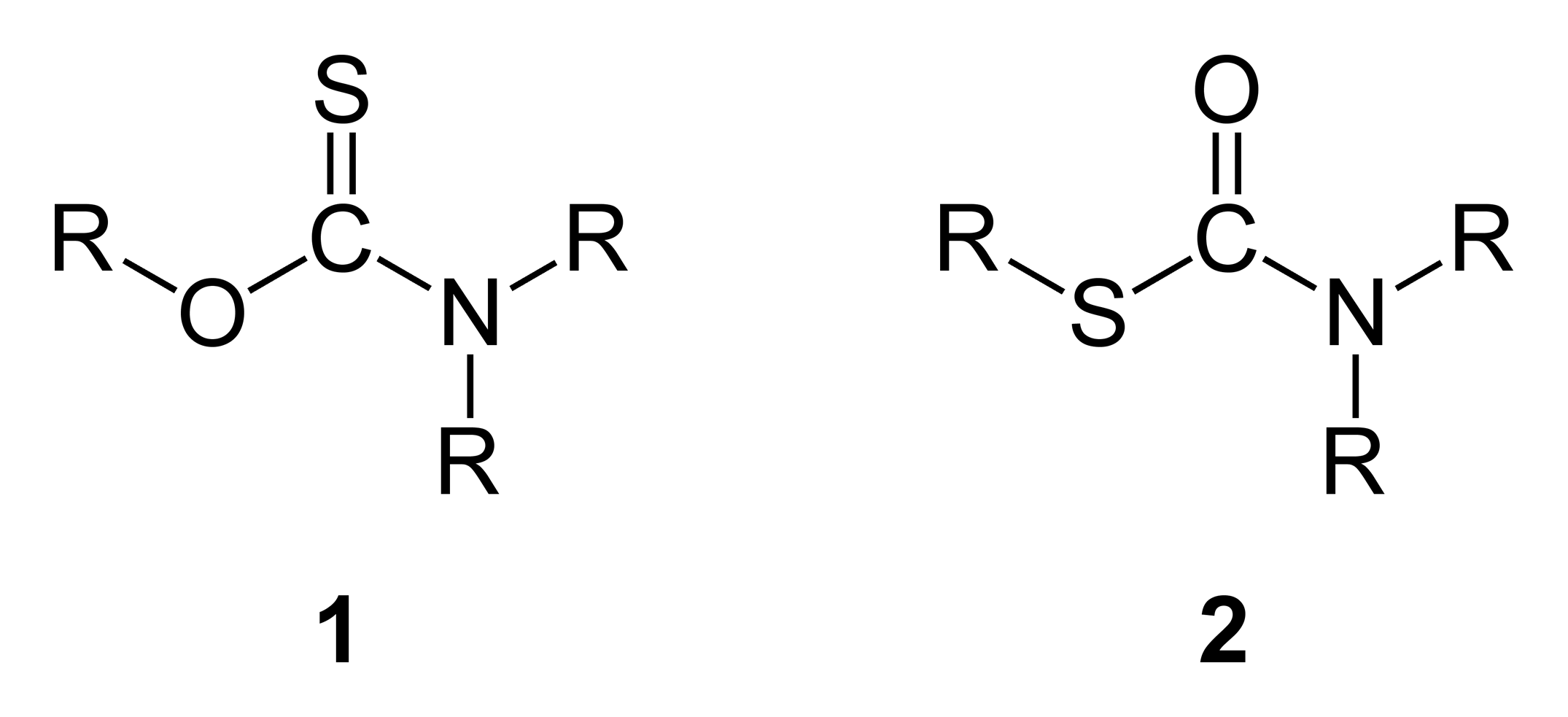
两种硫代氨基甲酸酯的结构通式：O-成键（1）和 S-成键（2）

若氨基甲酸酯的两个氧都被硫取代，则为二硫代氨基甲酸酯。